# Phare de Stokksnes
Le phare de Stokksnes est un phare situé sur le cap Stokksnes, qui marque l'entrée du Hornafjörður dans la région d'Austurland.